# Juniperus standleyi
Juniperus standleyi (яловець Стендлі, ісп. Huitó) — вид хвойних рослин родини кипарисових. Вид названо на честь ботаніка Пола Карпентера Стендлі.

## Поширення, екологія
Країни проживання: Гватемала; Мексика (Чьяпас). Цей вид зустрічається у відкритому сосновому лісі (Pinus), або іноді в чистих поселеннях, часто на скелястих хребтах і осипах схилів, або на вапнякових хребтах. Висотний діапазон становить від 3000 м до 4250 м над рівнем моря. На своїй верхній межі може жити в великій висоті соснового лісу з Pinus hartwegii, де в деяких місцях досягає лінії дерев.

## Морфологія
Це вічнозелений хвойний кущ або невелике і середніх розмірів дерево, до 5–15 м (рідко 20 м) у висоту. Листя двох форм, на молодих деревах голчасте листя 5–7 мм довжиною й лускоподібне листя, що росте у парах або по три, 1–1,5 мм довжиною на старих рослинах. Шишки кулясті, ягодоподібні, діаметром 6–9 мм, синьо-чорні з тонким світлим восковим нальотом, і містять від трьох до шести насінин; вони дозрівають за 18 місяців. Чоловічі шишки 1,5–2 мм завдовжки, проливають пилок навесні. Це дводомна рослина з чоловічими і жіночими шишками на окремих рослинах.

## Використання
Місцеві індіанці використовують деревину для парканів і черепиці. Менша деревина може служити як дрова. Це рідкісний вид, здається, не був у вирощуванні.

## Загрози та охорона
Офіційний дозвіл в даний час необхідний, щоб рубати дерева (кущі не використовуються), але місцеві жителі в основному ігнорують це правило. у сезон дощів є багато овець, що пасуться на Альтиплано, і запобігають успішній регенерації. Цей вид потребує термінової охорони.